# Aname collinsorum
Aname collinsorum là một loài nhện trong họ Nemesiidae.
Aname collinsorum được miêu tả năm 1985 bởi Raven.